# Cybianthus collinus
Cybianthus collinus är en viveväxtart som beskrevs av Spencer Le Marchant Moore. Cybianthus collinus ingår i släktet Cybianthus, och familjen viveväxter. Inga underarter finns listade i Catalogue of Life.